# Аль-Шифа (больница)
Больница Аш-Шифа (араб. مستشفى الشفاء‎ Мусташфа̄ ш-Шифа̄ʾ), более известная как Дар аш-Шифа (مستشفى دار الشفاء‎ Мусташфа̄ Да̄р аш-Шифа̄ʾ) — крупнейший медицинский комплекс и центральная больница в секторе Газа, расположенная в районе Северный Рималь города Газа в провинции Газа. В 2014 году больница была названа «де-факто штаб-квартирой» ХАМАС. Amnesty International сообщала, что ХАМАС использовал эту больницу для пыток и убийств диссидентов. В настоящее время директором больницы является доктор Мухаммад Абу Салмия.

## История
Дар Аш-Шифа, что в переводе с арабского означает «дом исцеления», первоначально была казармами британской армии, но была преобразована в центр лечения карантинных и лихорадочных заболеваний правительством Британского мандата в Палестине в 1946 году. До арабо-израильской войны 1948 года больница Аш-Шифа была единственной больницей в Газе. Когда сектором Газа после войны управляли египтяне, отделение карантина и лихорадочных заболеваний было переведено в другой район города, а Аш-Шифа превратилась в центральную больницу Газы. Первоначально было создано отделение внутренней медицины, затем новое крыло для хирургии, а впоследствии к больнице были пристроены новые корпуса для педиатрии и офтальмологии. В 2013 году был открыт специальный хирургический корпус.
После короткой оккупации Израилем во время Суэцкого кризиса 1956 года вернувшаяся египетская администрация, в соответствии с директивами президента Гамаля Абдель Насера, уделяла больше внимания здравоохранению и социальной ситуации в Газе, и Аль-Шифа была расширена, включив в себя отделения акушерства и гинекологии. В Газе было создано новое управление здравоохранения, а затем по всему городу было построено несколько клиник, которые посещали врачи из больницы. Самым большим отделением в Аль-Шифе было отделение внутренней медицины (100 коек), затем педиатрии (70 коек), хирургии (50 коек), офтальмологии (20 коек) и гинекологии (10 коек).

### Израильская оккупация и палестинский контроль
Когда Израиль оккупировал Газу в ходе Шестидневной войны 1967 года, вся египетская администрация и персонал больницы были взяты в плен. К 1969 году отделение внутренней медицины разрослось и включало нескольких подразделений. В 1980-х годах больница подверглась капитальному ремонту в Израиле в рамках показательного проекта по улучшению условий жизни жителей Газы.
Большая часть освещения в СМИ конфликта между Израилем и Газой в 2008—2009 годах транслировалась или писалась корреспондентами, находившимися в больнице.
Два норвежских врача, Эрик Фоссе и Мадс Гилберт, занимались в больнице гуманитарной работой.

### Использование ХАМАСом
В нескольких сообщениях должностных лиц Шабака (Юваля Дискина, Ицхака Илана) утверждалось, что ХАМАС использовал больницу Аль-Шифа в качестве бункера и убежища, зная, что по ней не будут наноситься воздушные удары. Одним из лидеров «Бригад Изз ад-Дин аль-Кассам», которые, как утверждается, скрывались там во время конфликта между Израилем и сектором Газа в 2008—2009 годах, был Ахмед Джабари.
В 2009 году Министерство здравоохранения Палестины, находящееся под управлением Палестинской администрации на Западном берегу, обвинило членов ХАМАСа в том, что они взяли под свой контроль палаты больницы Шифа, использовали их для допросов и тюремного заключения, остановив оказание медицинской помощи. Министерство также призвало ХАМАС прекратить хищение и перенаправление медицинских ресурсов на свои склады и центры (за пределами больницы).
Во время операции «Нерушимая скала» в 2014 году газета The Washington Post назвала больницу «де-факто штаб-квартирой лидеров ХАМАСа, которых можно увидеть в коридорах и офисах». Согласно консервативному веб-сайту WorldNetDaily, палестинский журналист сообщил для газеты Libération, что всего в нескольких метрах от отделения неотложной помощи находится секция, используемая ХАМАСом в качестве офисных помещений Этот репортаж был удален Liberation по просьбе журналиста за отсутствием доказательств.
В 2014 году Amnesty International задокументировала, как силы ХАМАСа злоупотребляли больничной клиникой для совершения серии незаконных убийств и других серьёзных нарушений в отношении членов палестинской оппозиции.
Айши Зидан сообщала из больницы в Газе финской газете Helsingin Sanomat, что посреди ночи со стоянки рядом с больницей была выпущена ракета.
Во время операции «Несокрушимая скала» корреспондент The Wall Street Journal Ник Кейси опубликовал в Твиттере фотографию депутата и пресс-секретаря ХАМАСа Мушира аль-Масри, использующего для интервью окрестности больницы, но позже удалил её.
Норвежский врач Мадс Гилберт выступил против этих сообщений:
«У меня была возможность свободно перемещаться по больнице, делать фотографии, которые я хотел, и разговаривать с кем угодно. Я, конечно, не могу сказать, что побывал в каждом уголке больницы, но что касается того, что я и доктор Эрик Фоссе видели, то никто из нас не видел, что это командный центр ХАМАСа».
Израильские власти обвинили д-ра Гилберта в содействии пропаганде ХАМАСа.
22 ноября 2023 года в туннеле под больницей было обнаружено снаряжение солдат ЦАХАЛа, а также предполагаемые личные вещи заложников, в том числе сумка с надписью «60 лет Беэри».